# Milionia rawakensis
Milionia rawakensis är en fjärilsart som beskrevs av Jean René Constant Quoy och Joseph Paul Gaimard 1825. Milionia rawakensis ingår i släktet Milionia och familjen mätare. Inga underarter finns listade i Catalogue of Life.

## Bildgalleri

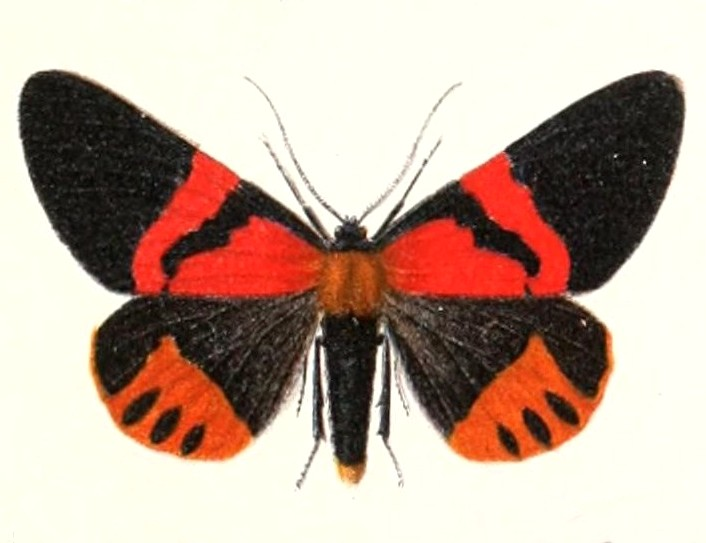